# Smrečje, Vrhnika
Smrečje este o localitate din comuna Vrhnika, Slovenia, cu o populație de 242 de locuitori.